# Ibn Chafadscha
Ibn Chafadscha  (spanisch Ibn Jafaya, arabisch إبن خفاجة, DMG Ibn Ḫafāǧa, mit vollem Namen Abū Ishāq Ibrāhīm ibn Abī l-Fath ibn Chafādscha al-Andalusī / أبو إسحاق إبراهيم بن أبي الفتح بن خفاجة الأندلسي / Abū Isḥāq Ibrāhīm b. Abī l-Fatḥ b. Ḫafāǧa al-Andalusī, * 1058; † im 12. Jahrhundert) war während der Regierungszeit der Almoraviden einer der berühmtesten Dichter im Andalusien des 11. und 12. Jahrhunderts.

## Leben
Ibn Chafadscha wurde in Alzira (جزيرة شقر) bei Valencia im Jahr 1058 geboren, wo er den größten Teil seines Lebens verbrachte und dort auch am 25. Juni 1139 verstarb. Er wuchs in Alzira in einer gut situierten Familie auf, deren Vorfahren auf Araber und Berber zurückgingen. Seine Schwester war die Mutter seines Neffen Ibn az-Zaqqaq, der sein literarisches Werk fortsetzen sollte.
Ibn Chafadscha war unverheiratet, hatte aber viele Freunde und wurde über achtzig Jahre alt.
In seiner Lehrzeit hatte er als Lehrmeister in Alzira den Juristen, Schriftsteller und Poeten Abu-Imran ibn Abi-Talid, den Grammatiker und Lexikographen Abu-Ishaq ibn Sawad und den Juristen Abu-Bakr ibn Aswad. In Murcia besuchte er regelmäßig den Religionswissenschaftler Abu-Ali as-Sadafi. Offensichtlich wurde er auch stark von ostarabischen Dichtern wie Abd-al-Muhsin as-Suri und Abu-l-Hassan Mihyar ad-Daylami beeinflusst.
Zu herausragenden Persönlichkeiten der Dynastie der Almoraviden hatte Ibn Chafadscha gute Beziehungen. So stand er in Briefkontakt mit dem Gouverneur von Murcia Abu-Bakr ibn Ibrahim ibn Tifilwit und seiner Tochter Maryam, dem Gouverneur von Granada, Sevilla und Murcia Abu-t-Tàhir Tamim ibn Yusuf ibn Taschfin und dem Gouverneur von Ceuta, Valencia, Murcia und Sevilla Abu-Ishaq Ibrahim ibn Yusuf ibn Taschfin. Den Söhnen des Emirs der Almoraviden Ali ibn Yusuf widmete er verschiedene Gedichte. Seine Korrespondenz umfasste aber auch noch andere Persönlichkeiten aus Politik und Kultur im Andalusien seiner Zeit.
Auch wenn er sich die meiste Zeit in Alzira aufhielt, unternahm er neben seinem erzwungenen Aufenthalt im Maghreb noch mehrere kleinere Reisen. Unter anderem hielt er sich in Murcia, Valencia und Xàtiva auf. Er begab sich auch an den Hof von al-Mutassim ibn Sumadih in Almería und besuchte den Hof des Emirs der Ziriden Tamīm ibn al-Muʿizz az-Zīrī in Mahdia.

## Werk
Da Ibn Chafadscha aufgrund seiner Ländereien in Alzira ökonomisch unabhängig war, konnte er sich in vollkommener Freiheit der Poesie widmen und ihr erfreuen.
Ibn Chafadscha entwickelte die Naturpoesie zu ausgefeilter Raffinesse. Unter seinen Gedichten finden sich auch recht seltene Lobeshymnen, beispielsweise auf Yusuf ibn Taschfin, den er für die Rettung von Al-Andulas von chaotischen Zuständen dankte – Yusuf ibn Taschfin hatte nämlich nach der Rückeroberung von Valencia im Jahre 1109 die gesamte Region von den Spaniern wieder zurückgewonnen. Während der Besetzung der Umgebung von Valencia durch die Spanier (zirka 1100) war Ibn Chafadscha nach Nordafrika geflohen.
Laut der Schriftstellerin Salma Chadra Dschayyusi bedient sich Chafadschaa einer nahezu revolutionären Sprache. Seine überaus originelle Wortwahl beschreibt sie als

„warm und sinnlich, voll menschlicher Sinnlichkeit sprühend, aufwühlend und sich der umgebenden Gewalt in einem kriegsgebeutelten Land voll bewusst, mit tiefer Ehrfurcht gegenüber der Natur und für immer von ihrer Schönheit und ihrer Dauerhaftigkeit gegenüber menschlicher Vergänglichkeit verzaubert.“

### Diwan
Der Dīwān des Ibn Chafadscha (Dīwān Ibn Ḫafāja) ist sein Hauptwerk. Der Diwan enthält 243 Gedichte mit insgesamt 2.913 Versen, 16 Briefe und 4 grammatikalische und literarische Glossen.
Die Gedichte lassen sich verschiedenen Themenkreisen zuordnen:
- Liebesgedichte – lobpreisen die Lust am Leben mit seinen sinnlichen Vergnügungen.
- Bachantische Gedichte – voller Munterkeit und Vergessen sorgenvoller Gedanken.[10]
- Gedichte über Natur und Landschaften – gelten als die besten der arabischen Literatur und haben Ibn Chafadscha den Spitznamen der "Gärtner" (al-dschannan) eingetragen. Die Nacht nimmt eine herausragende Stellung ein.[11]
- Panegyrische Gedichte (Lobpreisungen) – an Freunde und Beschützer.
- Elegien (Klagen) – bringen die schmerzvollen Gefühle zum Ausdruck, die durch den Verlust an oder die Zerstörung von Städten durch die Christen ausgelöst wurden.
- Asketische Gedichte (Bußen) – Reflexionen über Alter, Krankheit und Tot, durchtränkt von Fatalismus.

Das Ibn Chafadscha auszeichnende Stilelement ist seine Vermischung von Natur und Liebe im Leben gepaart mit der Nostalgie vergangener Zeiten, verlorener Paradiese. Auch den Tod schließt er ein, um zu einer anthropologischen Sichtweise der Natur vorzudringen. Ibn Chafadscha übte einen sehr großen Einfluss auf nach ihm folgende Poeten aus, wobei sein für ihn charakteristischer Stil als chafadschi bezeichnet wurde. Typisch für seine Kasside ist eine Konzentration poetischer Eindrücke, die sich überlagern und aufeinander folgen sowie eine Erneuerung des Klassizismus. Das prinzipielle Wesensmerkmal seiner Naturpoesie liegt in der Personifizierung, wobei die Natur (und ihre Bestandteile) oft als Frauengestalt(en) erscheint(en) oder mit femininen Attributen versehen wird (werden).

## Vertonungen
Moderne Vertonungen von Ibn Chafadscha beruhen meist auf zeitgemäßen Interpretationen durch den Schriftsteller Josep Piera. So veröffentlichte beispielsweise Al Tall im Jahr 1985 zusammen mit der Gruppe Muluk el Hwa die Diskette Xarq al-Andalus und Carles Dénia im Jahr 2011 sein Album El paradís de les paraules.
Der Komponist Mohammed Fairouz hat drei Gedichte Ibn Chafadschas in einem Zyklus vokaler Kammermusik für das Cygnus Ensemble vertont.